# Parti de l'hellénisme
Le Parti hellénistique ( grec moderne : Κόμμα Ελληνισμού) était un parti politique grec à forte orientation nationaliste, fondé en 1981. Sotiris Sofianopoulos était le président du Parti de l'hellénisme depuis sa fondation. Lors des élections, le parti n’a jamais recueilli plus de 0,3 % des voix. En 2004, le parti a collaboré avec le Rassemblement populaire orthodoxe, lors des élections grecques de cette année-là.

## Résultats des élections
| 1996 | Parlement          | 12,205                                    | 0.18% | 0 |
| 1999 | Parlement européen | 16,608                                    | 0.26% | 0 |
| 2000 | Parlement          | 6,272                                     | 0.09% | 0 |
| 2004 | Parlement          | Participe avec Alerte populaire orthodoxe | -     | 0 |